# 西马内斯德拉韦加
西马内斯德拉韦加，是西班牙卡斯蒂利亚-莱昂莱昂省的一个市镇。 总面积26平方公里，总人口636人（001年），人口密度24人/平方公里。